# Tongbreker
Een tongbreker is een woord of zin die moeilijk uit te spreken is, zeker als dit met enige snelheid gebeurt. Bijna elke taal kent dit fenomeen. Veel tongbrekers zijn overigens niet moeilijk uit te spreken voor iemand die de taal niet spreekt. In veel gevallen van een tongbreker ontstaat een, beoogde, komische verspreking.
Een woord of zin die voor een vreemde moeilijk uitspreekbaar is, maar voor de eigen taalgroep geen probleem vormt, heet een sjibbolet. In Nederland werden in de Tweede Wereldoorlog bepaalde woorden gebruikt om een Duitser van een Nederlander te onderscheiden, zo konden Duitsers bijvoorbeeld de sch van Scheveningen (fonetisch: [sx]) niet uitspreken. 

## Voorbeelden

### Duits
- Blaukraut bleibt Blaukraut und Brautkleid bleibt Brautkleid.
- Fischers Fritze fischt frische Fische.
- Der Whiskeymixer mixt den Whiskey für den Whiskeymixer.
- Als wir noch in der Wiege lagen gab's noch keine Liegewagen. Jetzt kann man in den Waagen liegen und sich in allen Lagen wiegen.
- Am zehnten zehnten zehn Uhr zehn zogen zehn zahme Ziegen zehn Zentner Zucker zum Zoo.
- Fiesling Fietje fälscht Fritten fantastisch filigran.
- Messwechsel, Wachsmaske, Wachsmaske, Messwechsel, ...
- Wenn Du Wachsmasken magst: Max macht Wachsmasken.
- Im dichten Fichtendickicht picken die flinken Finken tüchtig.
- Fromme Frösche fressen frische Frühlingszwiebeln, aber freche Frösche fressen frische Früchte.
- In Ulm, um Ulm, und um Ulm herum.
- Der Kaplan klebt klappbare Pappplakate.
- Mischwasserfischer heißen Mischwasserfischer, weil Mischwasserfischer im Mischwasser Mischwasserfische fischen.
- Nähen Nutten Nonnenkutten, nee Nutten nähen nie. Nonnen nähen Kutten.
- Polnische Pollenputzer putzen polnische Pollen auf polnische Pollenputzerputzart.
- Sensitive Selektionssimulatoren sondieren sogar sekundärstrukturierte Sonarselektoren.
- Wenn beim Bangkoker Ping-Pong-Pokal die Bangkoker auf ihrer Bank hocken und bange gucken, dann kochen die Bangkoker.
- Der Leutnant von Leuten befahl seinen Leuten nicht eher zu läuten als der Leutnant von Leuten seinen Leuten das Läuten befahl.

### Engels
- Supercalifragilisticexpialidocious
- I have a sieve full of sifted thistles and a sieve full unsifted thistles, because I am a thistle sifter.
- King Thistle stuck a thousand thistles in the thick of his thumb. A thousand thistles King Thistle stuck in the thick of his thumb.
- The sixth sick Sheikh's sixth sheep's sick.
- Three Swedish switched witches watch three Swiss Swatch watch switch. Which Swedish switched witch watches which Swiss Swatch watch switch?
- She sells seashells on the seashore.
- How much wood would a woodchuck chuck if a woodchuck could chuck wood?
- Probably properly pronouncing 'probably' is a problem.
- I'm not a pleasant pheasant plucker, I'm the pleasant pheasant plucker's son. I'm only plucking pheasants till the pleasant pheasant plucker comes.
- The big black bear bit the big black bug, made the big black bear bleed blood.
- Peter Piper picked a peck of pickled peppers, a peck of pickled peppers did Peter Piper pick. If Peter Piper picked a peck of pickled peppers, where's the peck of pickled peppers that Peter Piper picked?

### Frans
- Un chasseur sachant chasser sans son chien est un chasseur sachant. ("Een jager die kan jagen zonder zijn hond is een kundige jager.")
- Le riz tenta le rat, et le rat tenté tâta le riz tentant. ("De rijst bracht de rat in verleiding, en de verleide rat proefde de verleidelijke rijst.")
- "Ton thé t'a-t-il ôté ta toux?" dit le tatou tout tatoué au matou tant têtu. ("Heeft de thee uw keel verbrand? zegt het helemaal getatoeëerde gordeldier tegen de zeer koppige kater.")
- Bonjour madame sans souci, combien sont ces six cent six saucissons-ci? Ces six cent six saucissons-ci sont six sous. Six sous, ces six cent six saucissons-ci! (Hallo mevrouw zonder zorgen, hoeveel zijn deze zeshonderd en zes worsten? Deze zeshonderd en zes worsten kosten minder dan zes. Onder de zes, deze zeshonderd en zes worsten!)

### Fries
- Bûter, brea en griene tsiis; wa't dat net sizze kin, is gjin oprjochte Fries. (Grote Pier)
- Rearikke rierreljirre.
- Ha jo jo jojo wol by jo? As jo jo jojo net by jo hawwe, dan mei jo wol even mei myn jojo jojoë. Mar as jo te lang mei jo jojo jojoë, dan jojoë jo jo jojotou tenein.

### Hongaars
- Mit sütsz, kis szűcs, sós húst sütsz, kis szűcs? (Wat braad je, kleine bontwerker, braad je zout vlees, kleine bontwerker?)
- Az ibafai papnak fapipája van, tehát az ibafai papi pipa, papi fapipa. (De priester van Ibafa heeft een houten pijp, dus de pijp van de priester van Ibafa is een houten pijp van de priester.)

### Limburgs
Een bekend zinnetje in Maastricht is deze dialoog tussen een slager en een vaste klant, dat klinkt als Chinees:
- Sjoen Sjink Sjeng! Sjoen Sjeun Sjang! (Mooie hammen Johan! Mooie schoenen Jan!)

### Nederlands
- Moeder sneed zeven scheve sneden brood.
- De knecht snijdt recht en de meid snijdt scheef.[1]
- De knappe kapper knipt en kapt knap, maar de knecht van de knappe kapper knipt en kapt knapper dan de knappe kapper knipt en kapt.
- Achthonderdachtentachtig 's-Gravenhaagse gereedschapschuurtjes.
- De koetsier poetst de postkoets.
- De kat krabt de krullen van de trap.
- Er schreed een snip over het dek van het schip, die sneed met zijn bek het spek van het spit. Wie heeft ooit een snip over het dek van het schip zien schrijden en met zijn bek het spek van het spit zien snijden, zoals deze snip deed die met zijn bek het spek van het spit sneed?
- De Spaanse prins spreekt prima Spaans.
- Bruinebrodenbakker Ben Broekman baalt van het bruine broden bakken.
- Als een potvis in een pispot pist, heb je een pispot vol met potvispis.
- Ruud rups raspt rap rode ronde radijsjes.
- De niet nietende nietjes nieten niet met een niet nietende nietmachine.
- Grote grazers grazen graag in grasgroen gras.

### Pools
- W Szczebrzeszynie chrząszcz brzmi w trzcinie i Szczebrzeszyn z tego słynie. ("In (de stad) Szczebrzeszyn sjirpen krekels in het riet en daardoor is Szczebrzeszyn beroemd.")

### Portugees
- O rato roeu a roupa do rei de Roma. ("De rat knaagde aan de kleren van de koning van Rome.")
- Três pratos de trigo para três tigres tristes. ("Drie borden tarwe voor drie zielige tijgers.")
- O sabiá não sabia que o sábio sabia assobiar. ("De roodbuiklijster wist niet dat de wijze man wist hoe hij moest fluiten.")

### Tsjechisch/Slowaaks
- Strč prst skrz krk. ("Steek vinger door keel." Bevat geen enkele klinker.)
- Tři sta třicet tři stříbrných stříkaček stříkalo přes tři sta třicet tři stříbrných střech. ("333 zilveren spuiten spoten over 333 zilveren daken.")
- Krásna Klára královna hrála v krásném království na klavír. ("Mooie Klara de koningin speelde in mooi koninkrijk op klavier.")
- Prd krt skrz drn, zprv zhlt hrst zrn ("Een mol liet een scheet door het gras na het slikken van een handvol graankorrels.")

### Zweeds
- Sju sjösjuka sjömän sköttes av sju sköna sjuksköterskor på det sjunkande skeppet Shanghai. ("Zeven zeezieke zeelui werden verzorgd door zeven knappe zusters op het zinkende schip Shanghai.")